# Renault Espace
Renault Espace (Рено Еспас) — мінівен французької компанії Renault. Espace першого, другого і третього покоління випускалися компанією Matra, але продавалися під брендом Renault. Четверте покоління автомобіля було розроблено і випускається компанією Рено. Renault Grand Espace — версія з подовженою задньою частиною.
Espace часто називають першим у світі серійним мінівеном (і ці твердження активно підтримує Рено). В США Dodge Caravan компанії Chrysler був запущений у виробництво на кілька місяців раніше, але він мав напівкапотне компонування, а не однооб'ємне. Так що, Espace можна цілком справедливо назвати першим європейським мінівеном сучасного типу.

## Перше покоління (J11; 1984—1991)

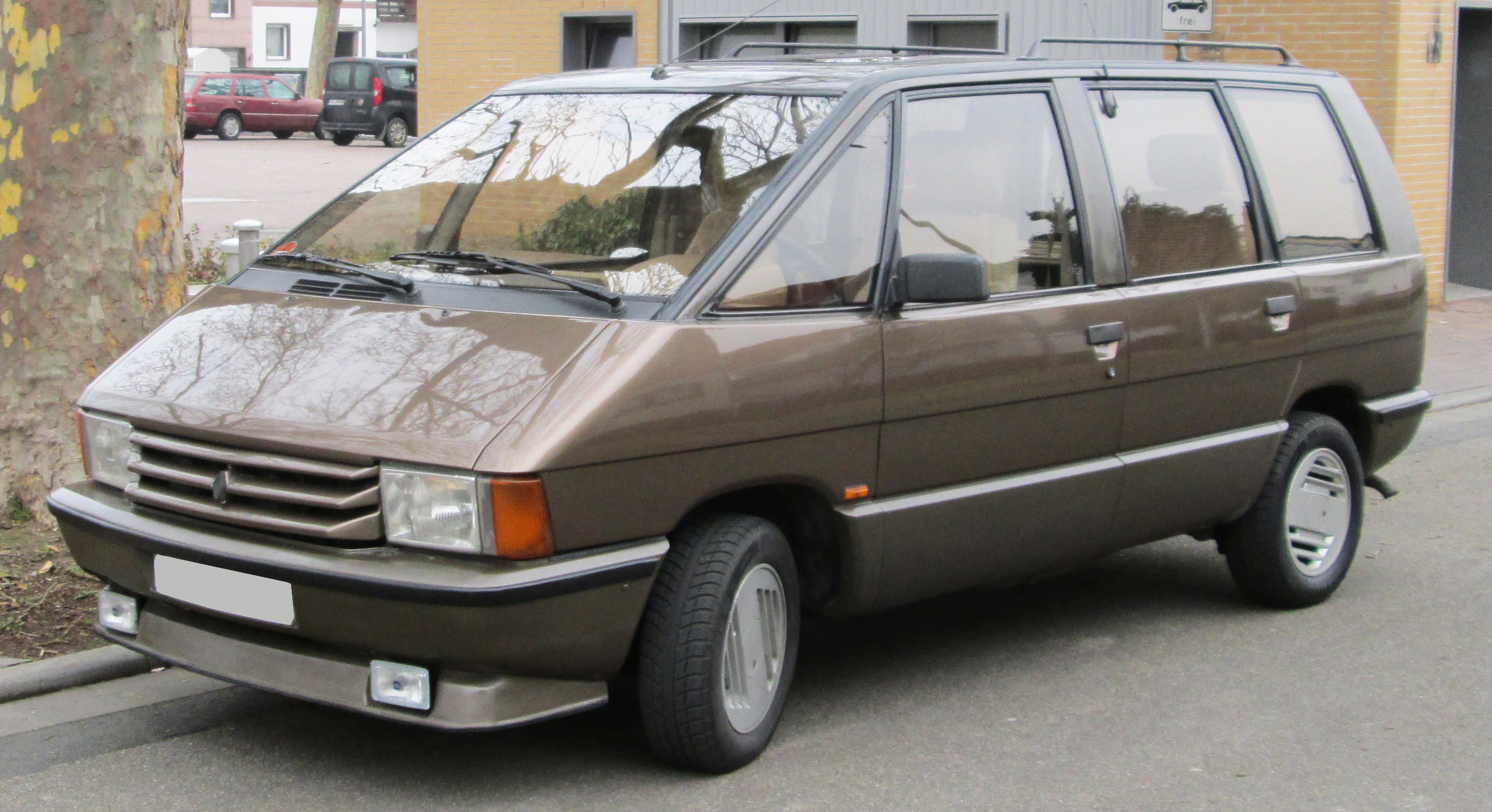
Renault Espace І (1984–1988)

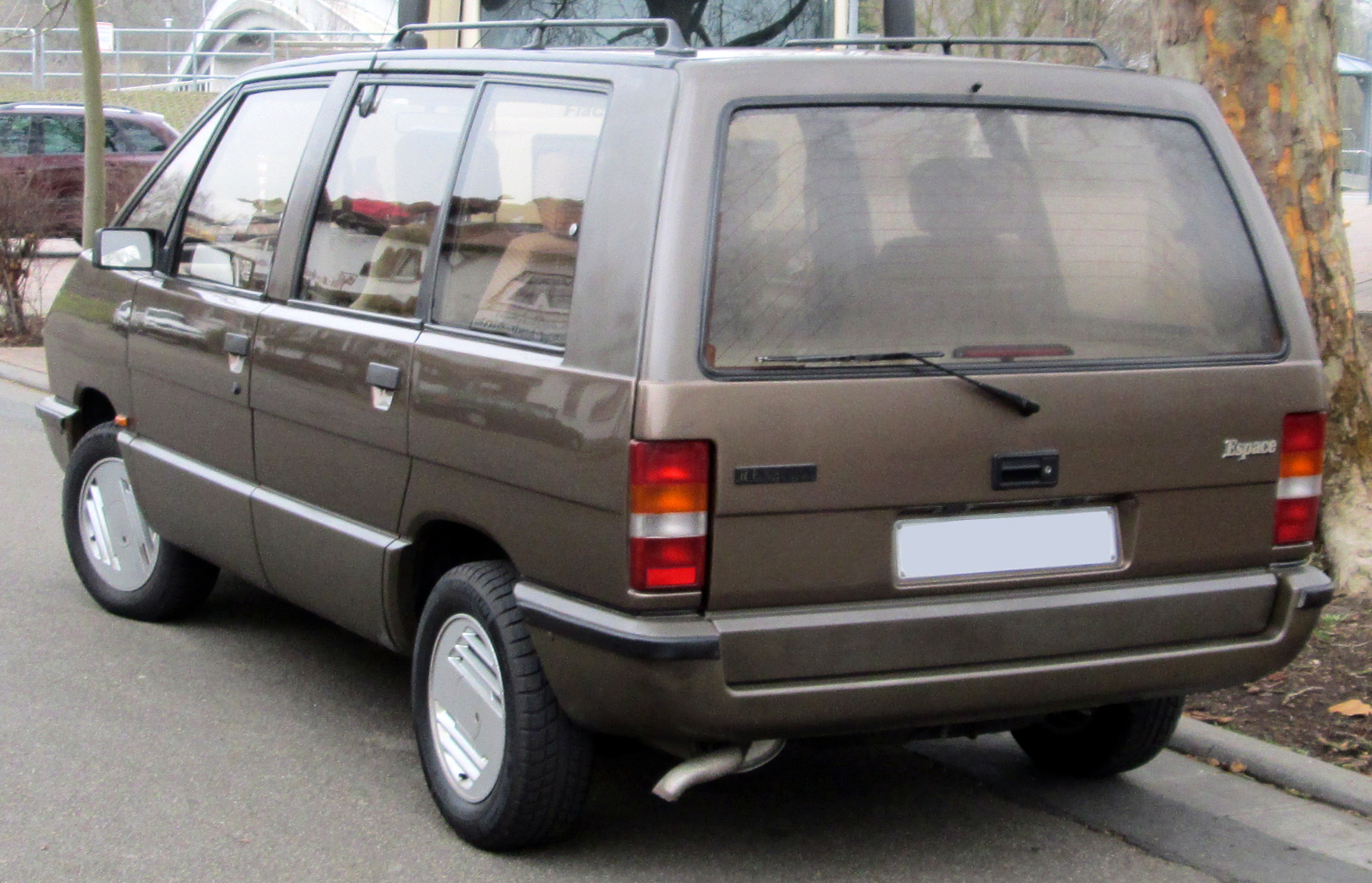
Renault Espace І (1984–1988)

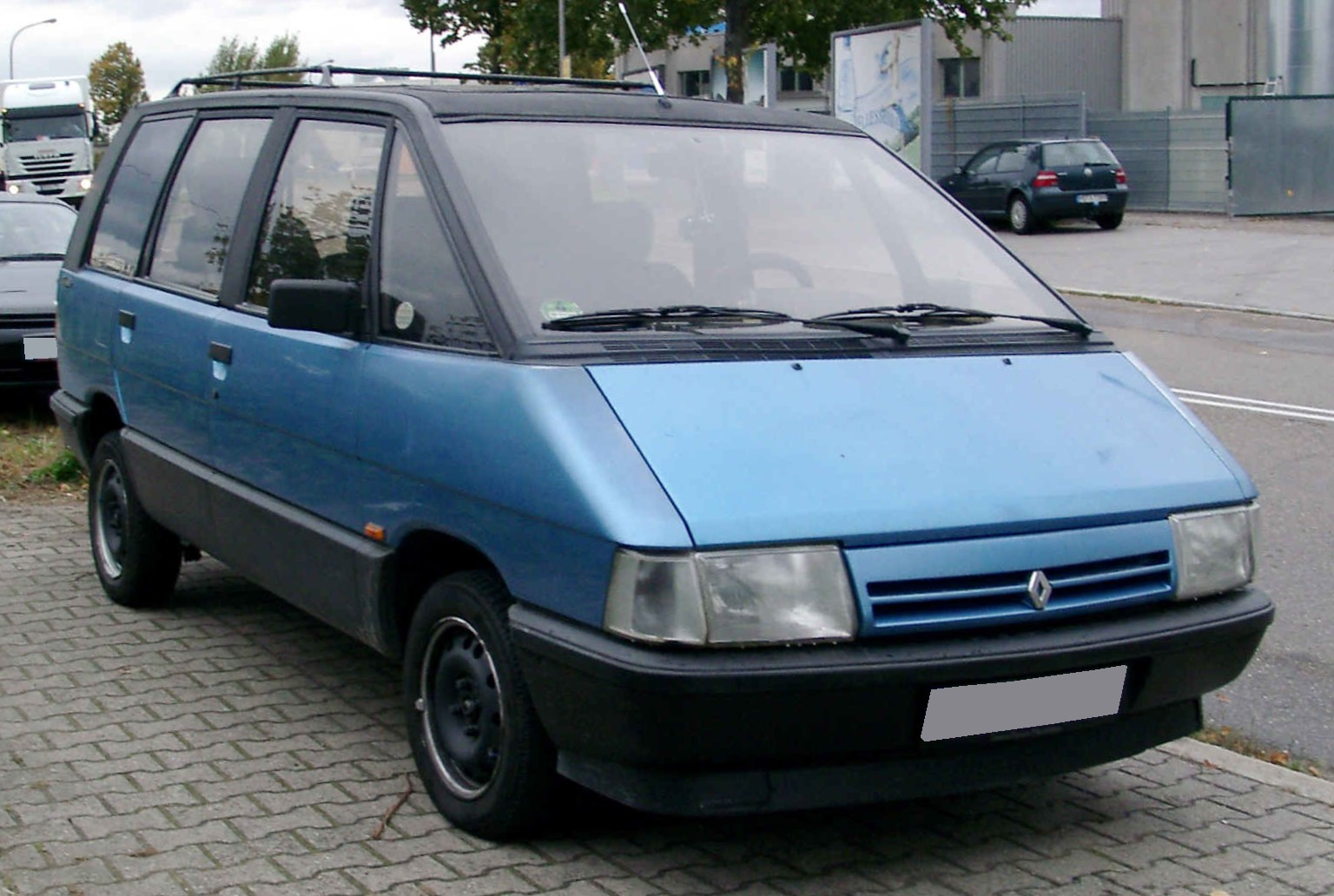
Renault Espace І (1988–1990)

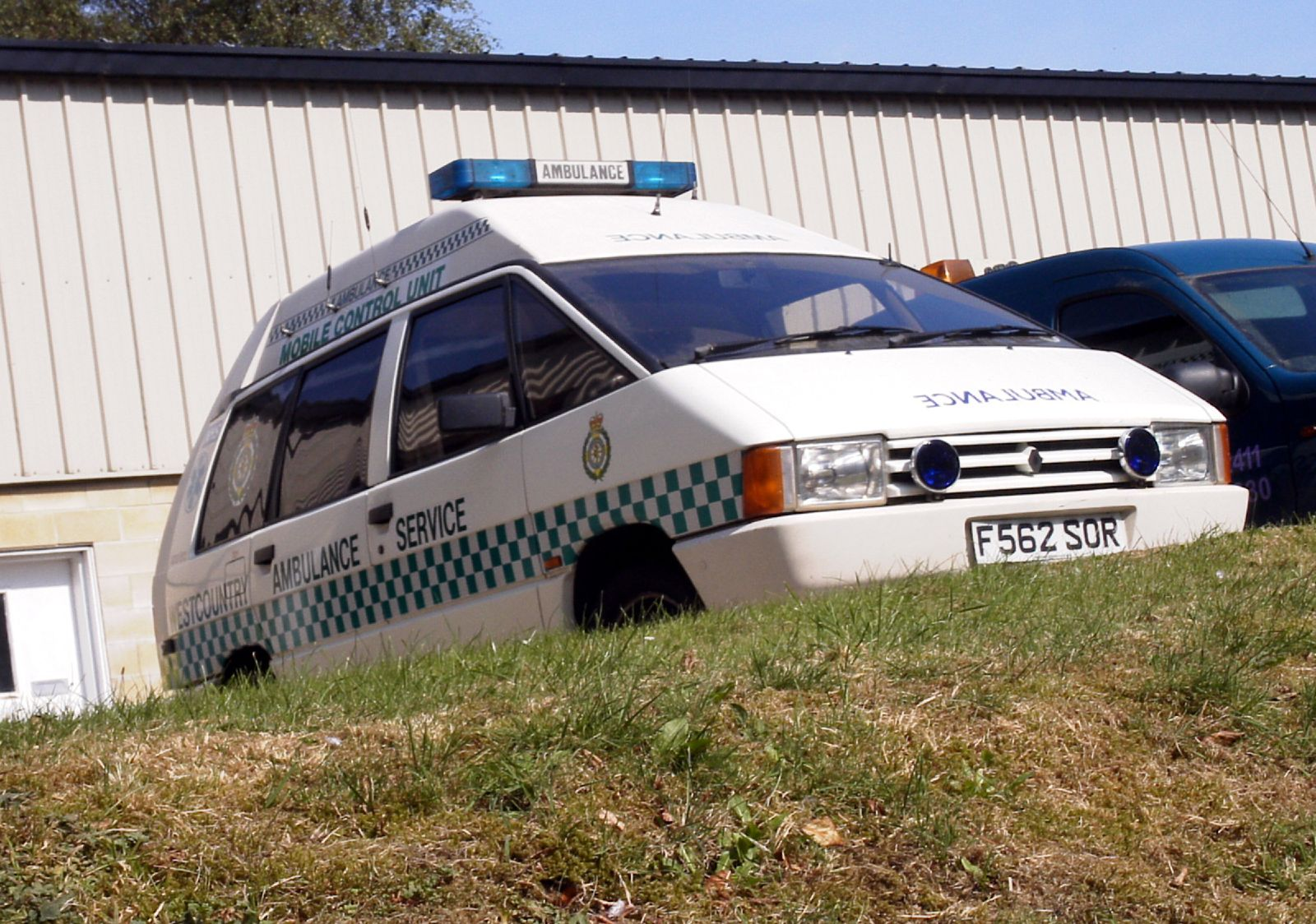
Renault Espace I

Спочатку дизайн Espace був придуманий в 70-х роках британським дизайнером Фергус Поллок, (приблизно тоді ж Джорджетто Джуджаро представив свій концепт мінівена Lancia Megagamma) який працював на Chrysler UK. Пізніше до роботи підключилася Matra, яка належала на той момент компанії Simca і очолювана грецьким дизайнером Антуаном Воляні. Espace планували випускати як заміну Matra Rancho під назвою Knuttebasse.
У 1978 році Chrysler UK та Simca були продані французькою компанією PSA Peugeot Citroën і розробкою Espace стала займатися Matra. У PSA відмовилися від проекту, вирішивши, що Espace дуже дорогий і ризикований поект (через одинадцять років PSA усе ж почав випускати мінівени Citroën Evasion/Peugeot 806). Невдовзі частку PSA в статутному капіталі Matra викупила компанія Renault. Концепт Matra отримав назву Renault Espace.
Дебют міні-вена Espace відбувся наприкінці 1984 року. Компанія Renault представила на суд широкої громадськості однооб'ємний багатомісний автомобіль з пластиковим кузовом. Конструкцію Espace розробила фірма Matra, яка і почала виробництво цього незвичайного автомобіля на своєму заводі, але під маркою Renault. До речі, в перекладі з французької мови звучне ім'я Espace означає «космос».
Для того часу Espace — втілення найсміливіших і креативних ідей. Незвичний для середини 1980-х кузов з вітровим склом, що утворює з капотом одну лінію, дозволив добитися відмінних аеродинамічних показників (Сх 0,32). Можливість трансформації салону, завдяки переставляються довільно сидінням середнього та заднього рядів, дозволяє з комфортом розмістити до семи пасажирів.
Renault Espace — вдало поєднує в собі обсяг невеликого фургона і комфорт легкового автомобіля середнього класу. Габаритні розміри 4365х1777х1660 мм. Об'єм багажного відділення 250 літрів. Автомобіль не схильний до корозії, бо силовий каркас кузова оцинкований, а всі його зовнішні панелі виготовлені з пластику спеціального сорту і кріпляться до каркаса заклепками і клеєм.
Перше покоління було представлено версіями Espace GTS, TSE і Espace Turbo D, Turbo DX. Перша версія Espace отримала 2-літровий двигун потужністю 110 к.с., трохи пізніше з'явився дизельний варіант з 88-сильним агрегатом.
Восени 1986 року гамма силових агрегатів поповнилася інжекторними двигунами об'ємом 2,0 — і 2,2-літра потужністю 120 і 110 к.с. відповідно. Ці двигуни оснащували передовою на той час системою розподіленого впорскуваня палива Renix виробництва однойменного спільного підприємства компаній Renault і Bendix.
Завдяки універсальності своєї конструкції Espace користувався досить великим попитом. У Франції його часто використовували як автомобіль спецслужб, «швидку допомогу», не кажучи вже про застосування як радіотаксі, офісного мікроавтобуса або розвізного фургона.
На початку 1988 року з'являється повноприводна версія Quadra.
У 1989 році сімейство Espace піддали легкій модернізації. Переробили решітку радіатора, блок-фари, «поворотники» і форму бамперів. З оздоблення приладової панелі прибрали тканинну вставку.

### Двигуни
Бензинові:
- 1995 cc J6R/J7R I4
- 2165 cc J7T I4

Дизельні:
- 2068 cc J8S-852 turbodiesel I4

## Друге покоління (J63; 1991—1997)

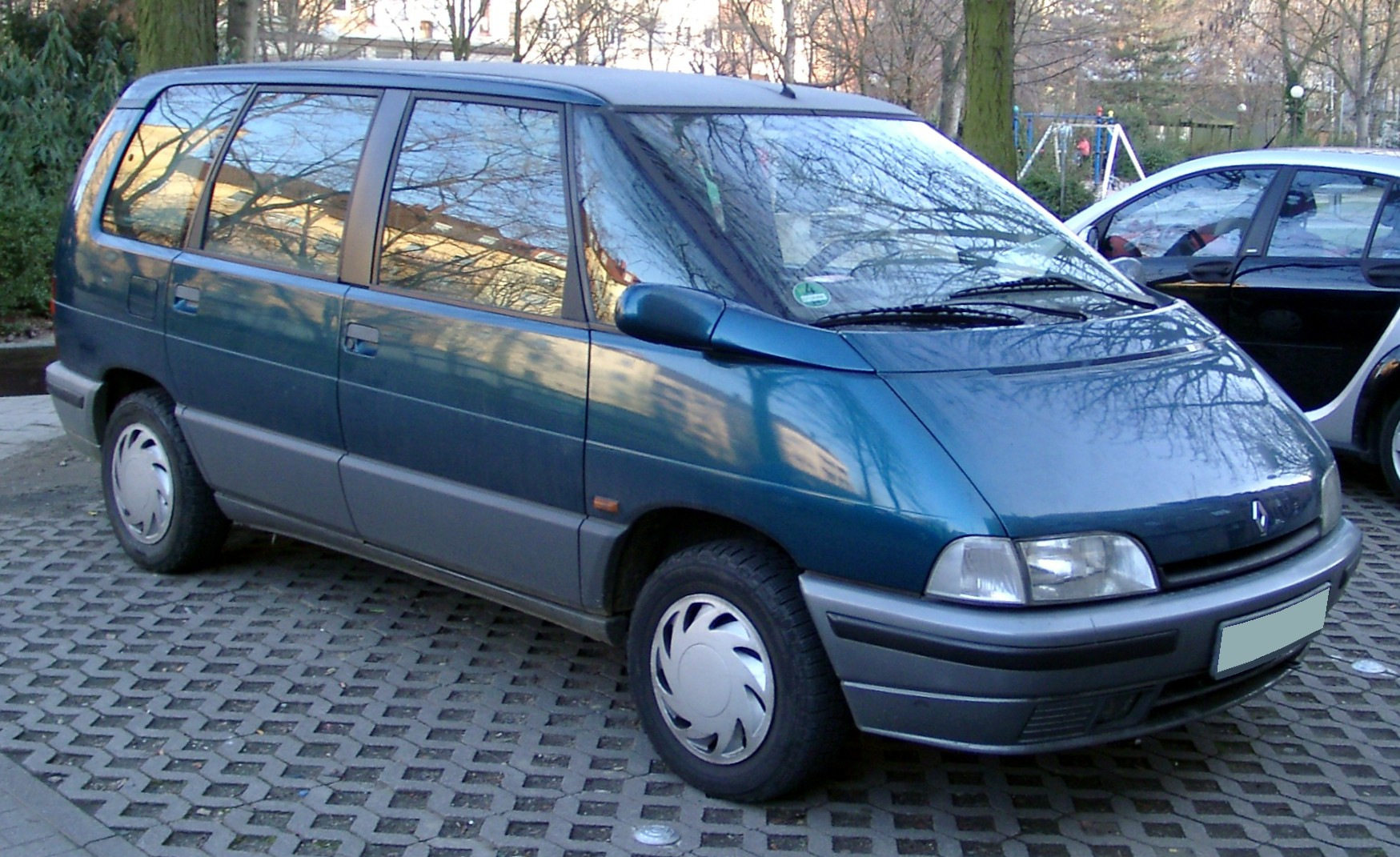
Renault Espace II (1991—1997)

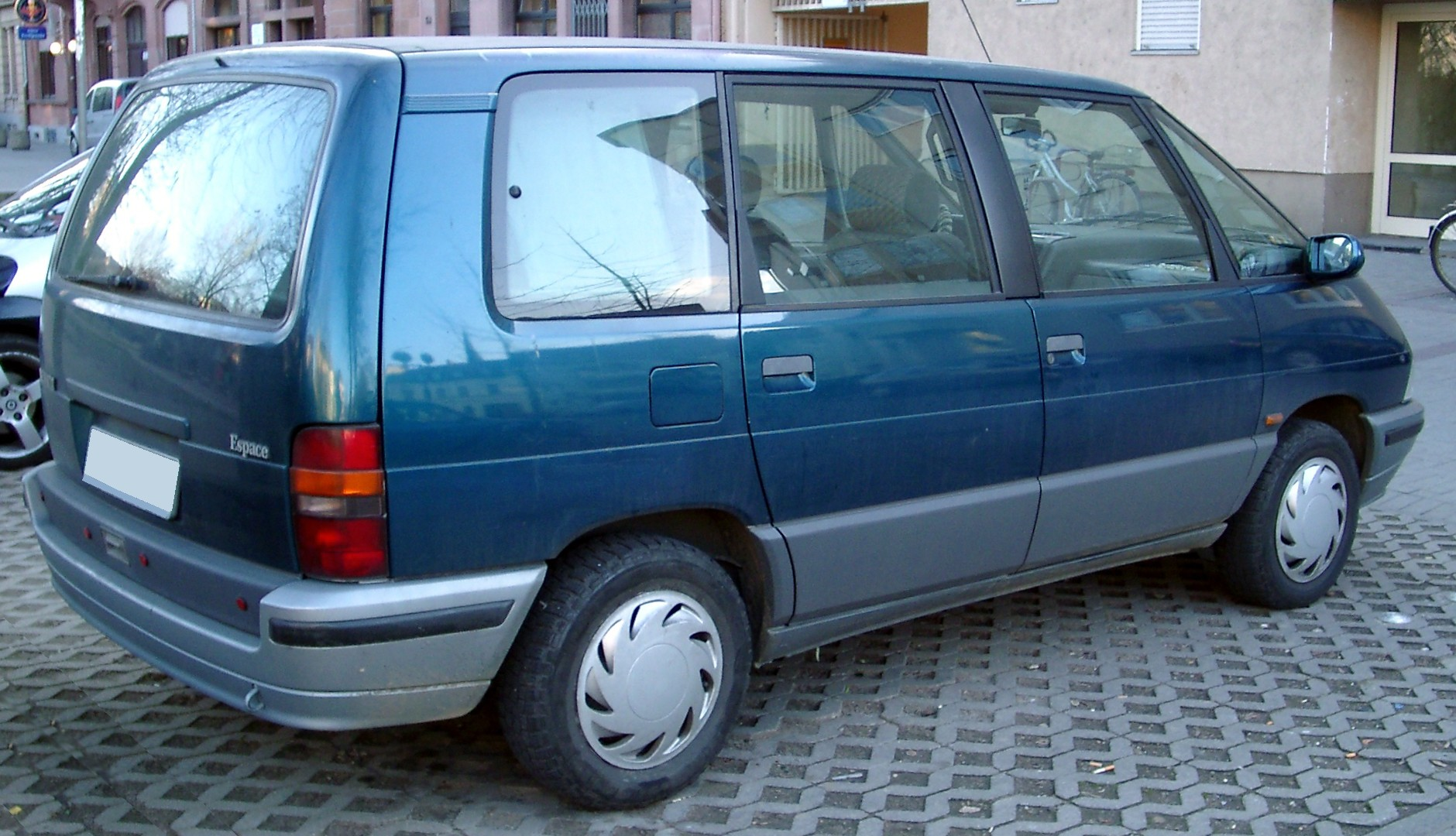
Renault Espace II (1991—1997)

У 1991 році відбувся рестайлінг, і на світ з'явилося друге покоління мінівенів Espace. Дизайн автомобіля кардинально змінили. Передня і задня частини з вузькими та заокругленими блок-фарами і ліхтарями, згладжені обводи капота і передніх крил, інтегральні за формою бічні дзеркала, зробили екстер'єр Espace невпізнанним.

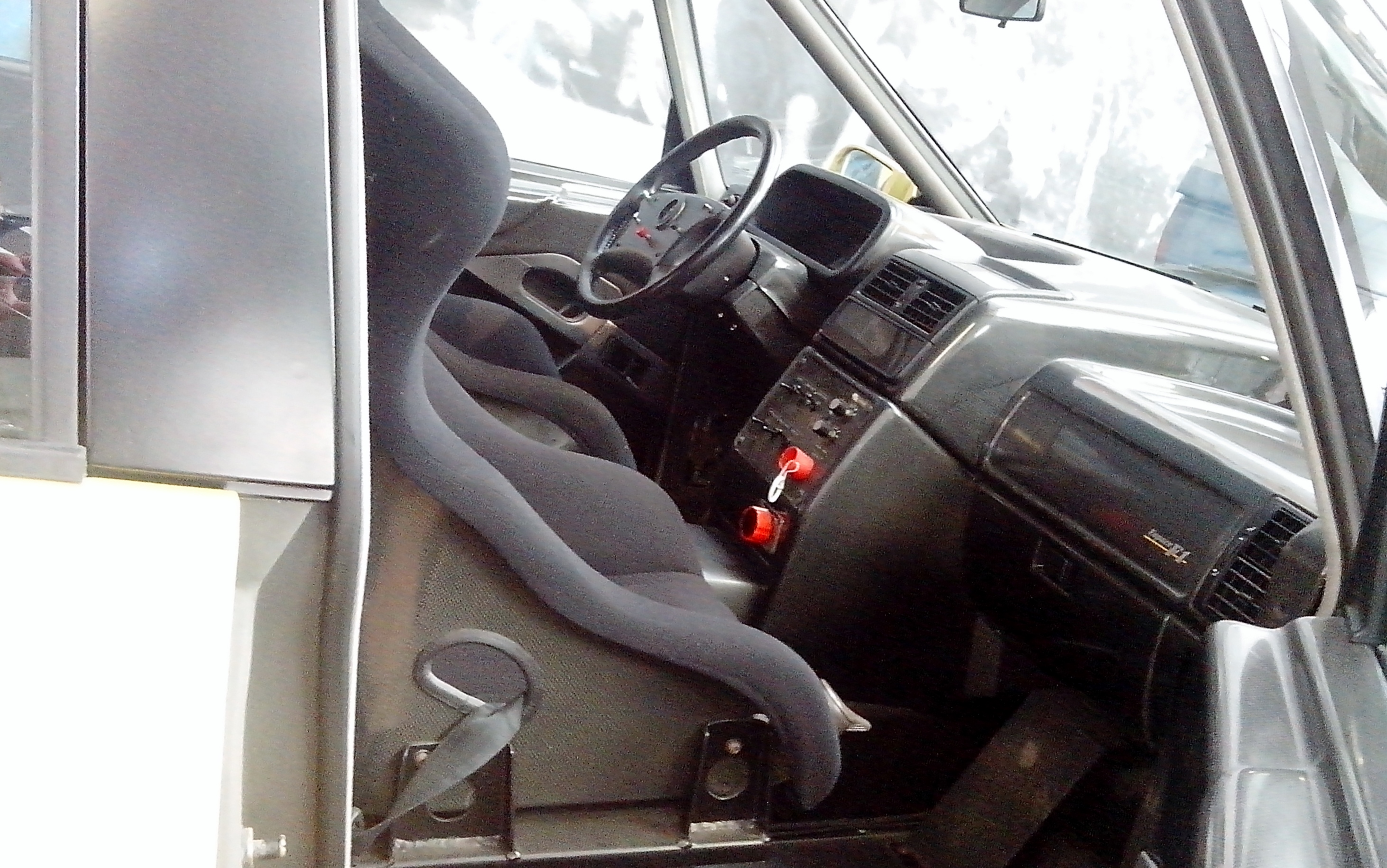

Інша обрис придбала панель приладів. Вона стала округлої, але зберегла характерну передню полку, що простирається до винесеного вперед великого вітрового скла.
Просторий салон пропонує три ряди сидінь і безліч варіантів трансформації. Сьоме і восьме крісло встановлювали лише за додаткову плату, подушки безпеки у серійну комплектацію стали входити лише з 1995 року, до цього стандартно ставили тільки фіксатори ременів безпеки, балки бічного захисту, вмонтовані у двері, і підголовники на всіх сидіннях.
У базовій комплектації новинка 1991 оснащувалася потрійний зрушуваної панеллю в даху і Hi-fi стереосистемою на 100 Вт.
Мінівен Renault Espace II високо цінують за комфорт, оглядовість і динамічність потужних двигунів, кількість яких для цієї версії чотири, і в тому числі 153-сильний 2,85-літровий двигун V6 з автоматичною трансмісією від моделі Renault 25.

### Espace F1
У 1995 році Рено представила шоу кар Espace F1, розроблений Matra на честь десятиліття з моменту початку виробництва Espace і причетності Рено до гонок Формула 1. Автомобіль оснащувався двигуном V10 від боліда Williams, кузов був взятий від Espace J63 і посилений легким вуглецевим волокном замість скловолокна стандартної моделі. Від 0 до 200 км / год автомобіль розганяється за 6,9 секунд, а завдяки карбоновим гальмам він міг розігнатися від 0 до 270 км / год і зупинитися за 600 метрів. Espace F1 був присутній в автосимуляторі Gran Turismo 2.

### Двигуни
Бензинові:
- 2.0 L I4
- 2.2 L I4
- 2.9 L PRV 24V V6

Дизельні:
- 2.1 L Douvrin TD I4

## Третє покоління (JE0; 1997—2002)

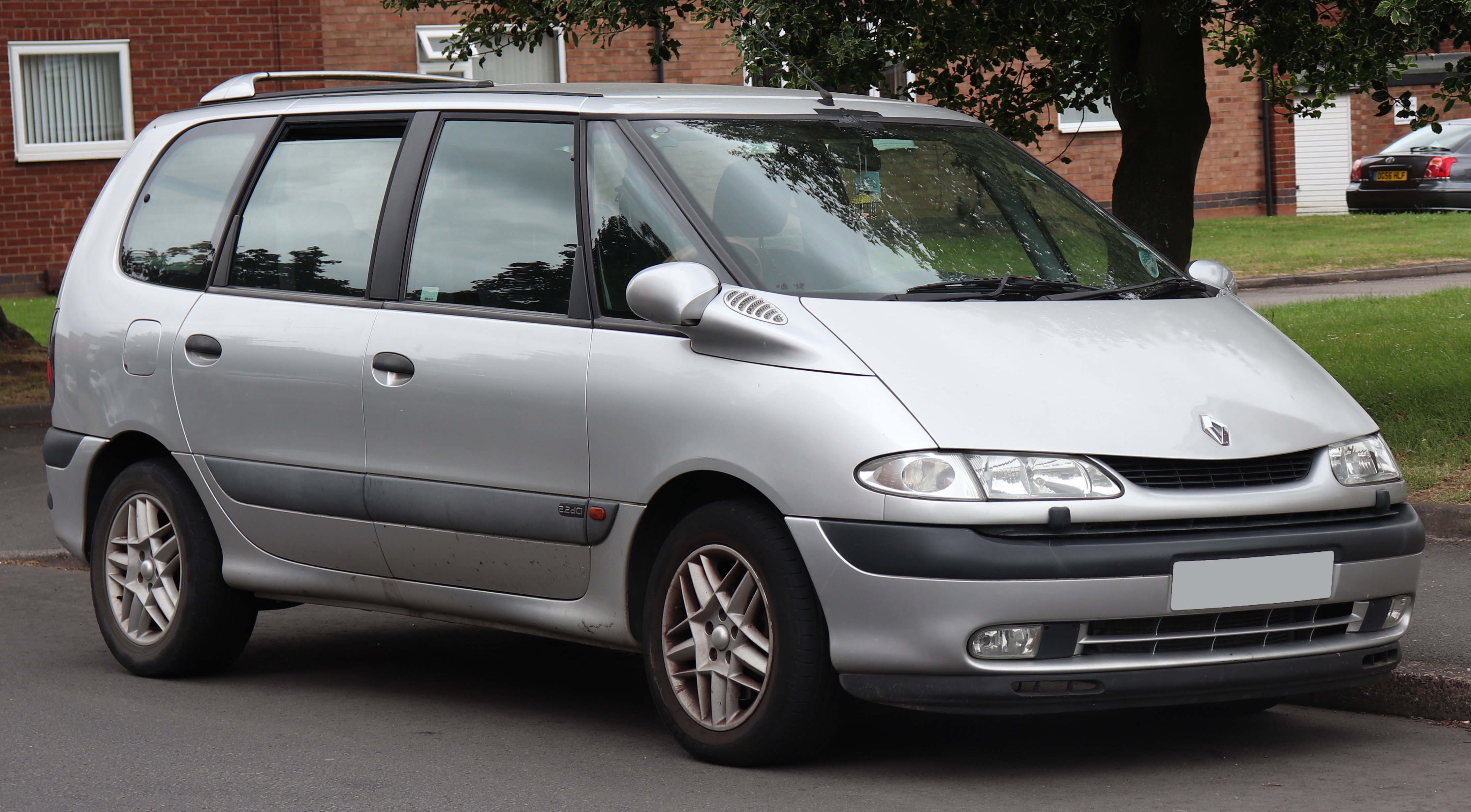
Renault Espace III (1997—2002)

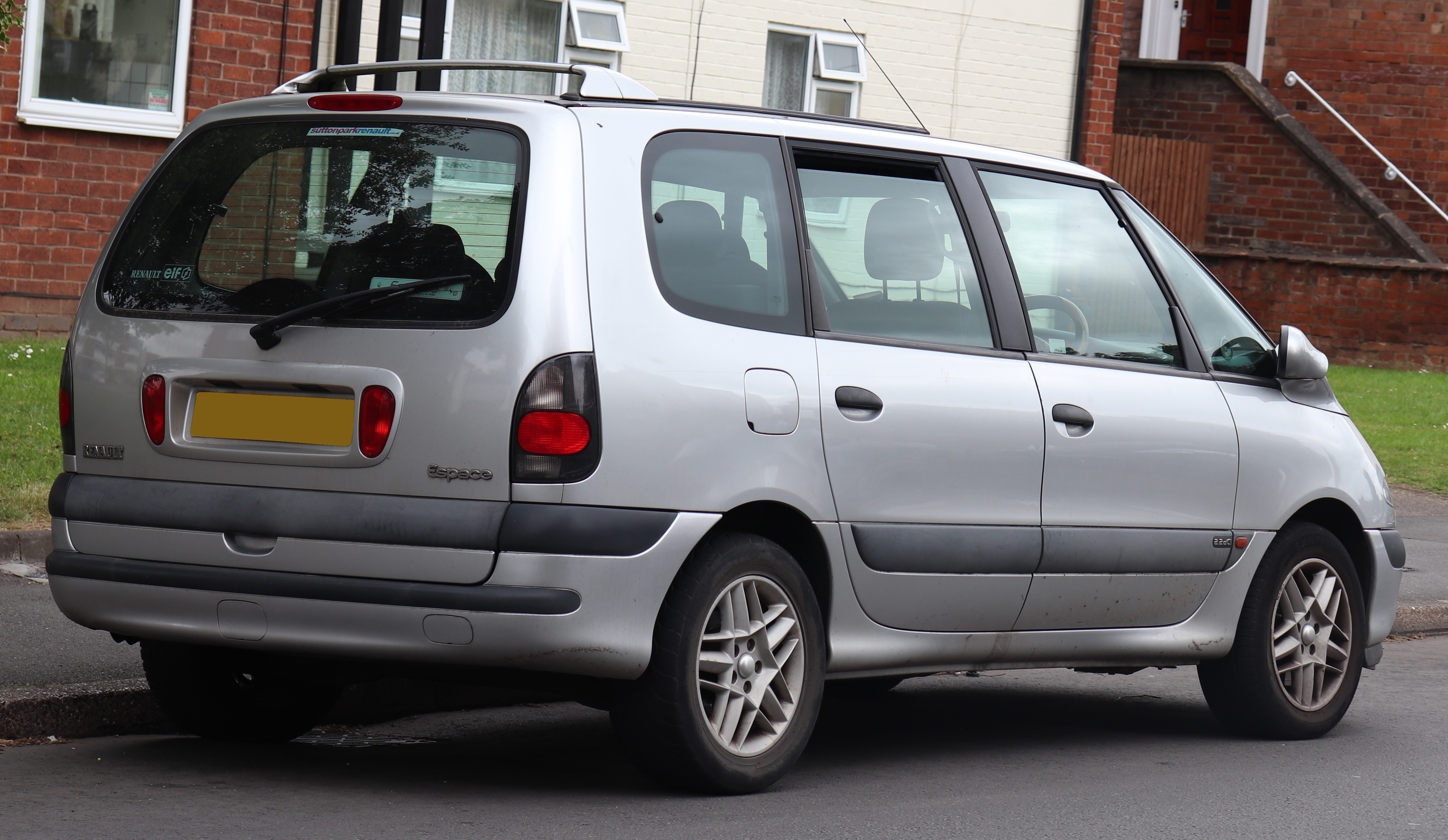
Renault Espace III (1997—2002)

У 1996 році з конвеєра сходить третє покоління Renault Espace з поперечно розташованими двигунами. У оновленій версії на приладовій панелі з'явився цифровий дисплей. У стандартне оснащення входять подушки безпеки для водія і переднього пасажира, передні ремені з преднатяжителями і обмежувачі зусилля на ременях всіх інших сидінь (ремінь середнього крісла другого ряду — двохточковий).
Гаму двигунів склали: інжекторні 2,0 л/114 л.с., 3 л V6/167 к.с., а також 2,2-літровий 12-клапанний турбодизель (G8TT) потужністю 113 к.с., з яким витрата палива не перевищує 10,6 л/100 км.
У 1998 році гама двигунів була модернізована. З'явилася 16-клапанна версія 2,0-літрового двигуна потужністю 140 к.с. Потужність флагманського 3,0-літрового двигуна довели до 190 к.с.
Сучасний дизайн і ще більш зручний і функціональний салон продовжили перебування цього автомобіля на піку популярності, поки в 2002 році не сталася чергова зміна моделі.

### Двигуни
Бензинові:
- 2.0 L F3R I4
- 2.0 L F4R-701 16V I4
- 3.0 L PRV V6
- 3.0 24V L7X V6

Дизельні:
- 1.9 L F9Q dTi 12V I4
- 2.2 L G dT 12V I4
- 2.2 L dCi 16V I4

## Четверте покоління (J81; 2002—2015)

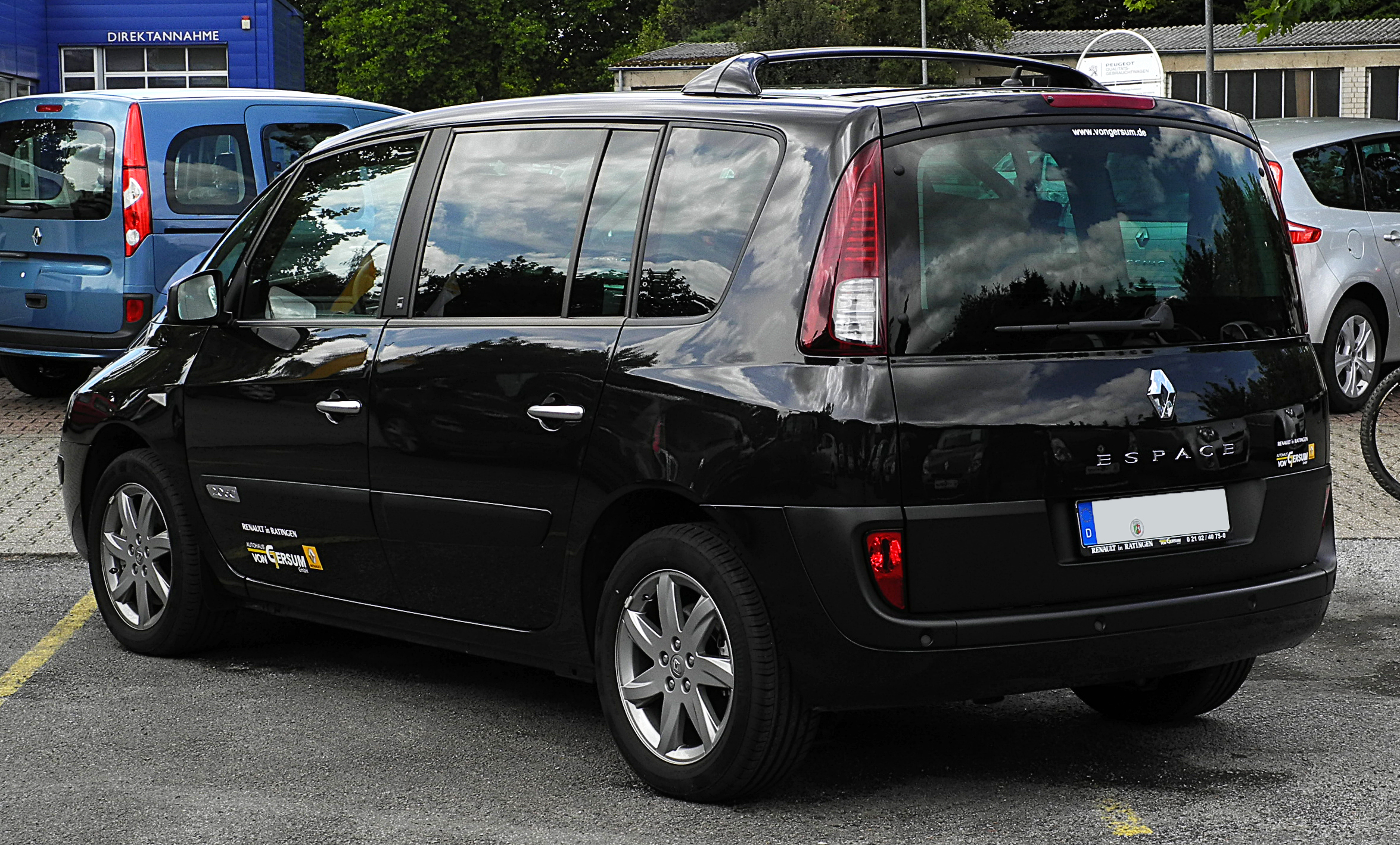

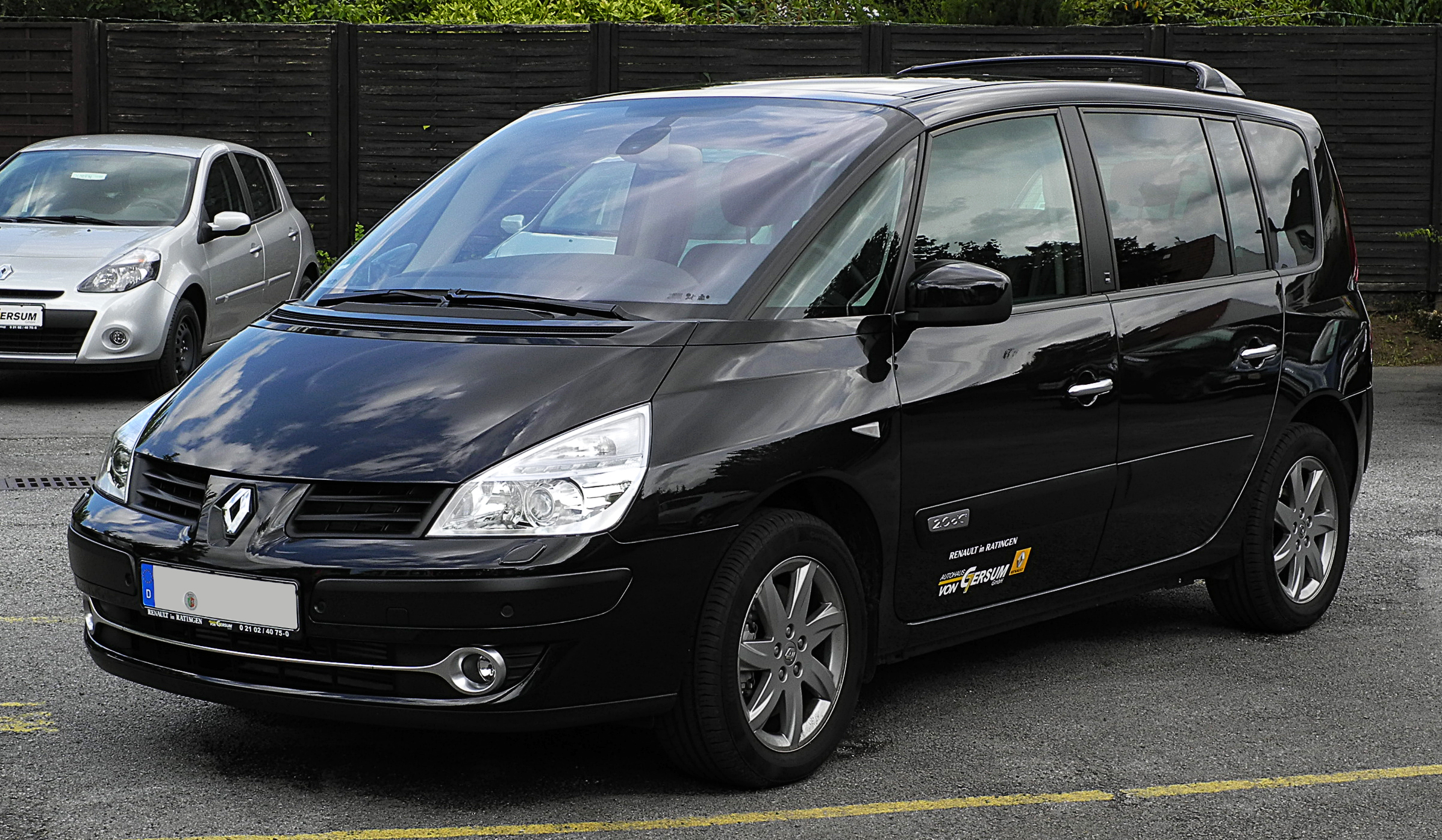
Renault Espace IV (з 2002)

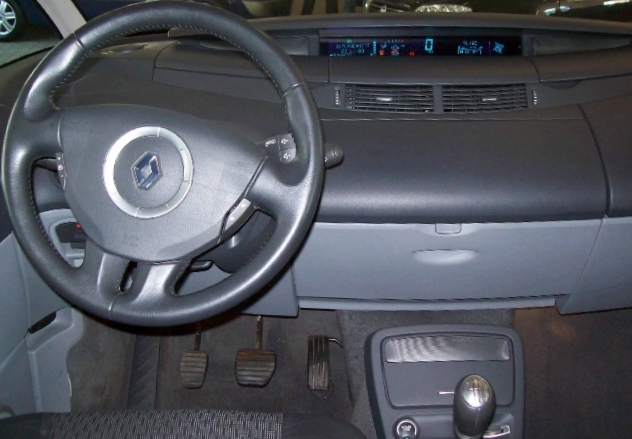

Виробництво четвертого покоління Espace було запущено в 2002 році. Espace IV — це принципово нова конструкція, на відміну від трьох попередніх поколінь вона була повністю розроблена і випускається компанією Renault. Дизайн був виконаний у новому стилі Рено, позначеним моделями Vel Satis та Avantime, який поєднується з низкою традиційних для Espace ходів. Зокрема, гострокутні біксенонові фари головного світла тут сусідять з трикутними бічними віконцями перед передніми дверима, нові для Espace зворотні задні стійки з вмонтованими в них вертикальними задніми фарами — з традиційним для повнорозмірних мінівенів Renault п'ятидверним кузовом з розпашними дверима. Крім того, можна відзначити такі «фамільні» риси, як трапецієподібна перетинка з «лозанжем» посередині, що ділить ґрати радіатора на дві частини, трикутні повторювачі покажчиків поворотів в передніх крилах, круглі колісні арки.
Як і попередник, Espace IV пропонується з двома варіантами бази — стандартною і подовженою. Пасажирські крісла в Espace взаємозамінні: їх можна зняти — всі, або в міру потреби. Масивне рульове колесо оздоблене шкірою і регулюється по висоті та вильоту. Інформація про швидкість руху, пройдений шлях та стан двигуна, а також про роботу підвіски, систем АБС, ESP і круїз-контролю виводиться на кольоровий рідкокристалічний дисплей електронної панелі приладів, розташованої в прорізі у центрі торпедо.
Центральної консолі в традиційному розумінні немає, важіль коробки передач розташований на підлозі. Важеля ручного гальма немає, воно автоматичне. Традиційна для нових Renault ключ-карта замість звичайних ключів запалювання. І традиційно високий для нових Renault рівень безпеки. Espace має найвищу оцінку — п'ять зірок з п'яти — за результатами краш-тестів Euro NCAP.
Автомобіль може перевозити до семи осіб: двоє спереду, троє на другому ряду сидінь і ще двоє — на третьому. При цьому центральне сидіння другого ряду можна просто прибрати, зробивши вільним доступ до сидінь заднього ряду.
Новий Espace отримав цілу гаму найсучасніших двигунів, включаючи новітній алюмінієвий турбодизель V6 потужністю 175 к.с., що випускається компанією Isuzu. Усього лінійка силових агрегатів має шість двигунів — три бензинових і три дизельних.
Протягом двадцяти років Espace успішно підкоряв світ і в четвертому поколінні досяг значущої цифри — мільйон.

### Двигуни
Бензинові:
- 2.0 I4
- 2.0T I4
- 3.5 V6

Дизельні:
- 1.9 I4
- 2.0 I4
- 2.2 I4
- 3.0 V6

## П'яте покоління (JFC; 2015—2023)

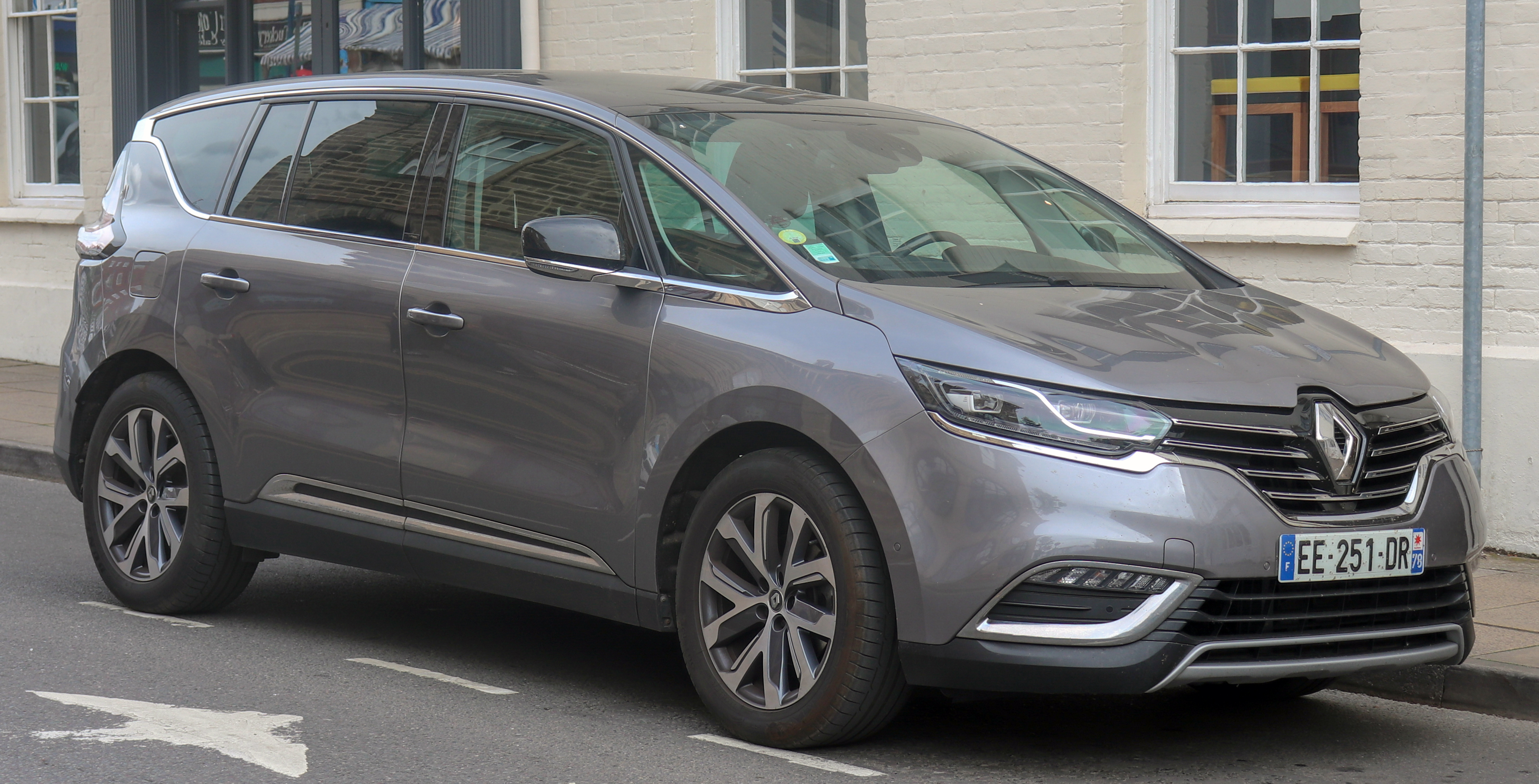
Renault Espace V

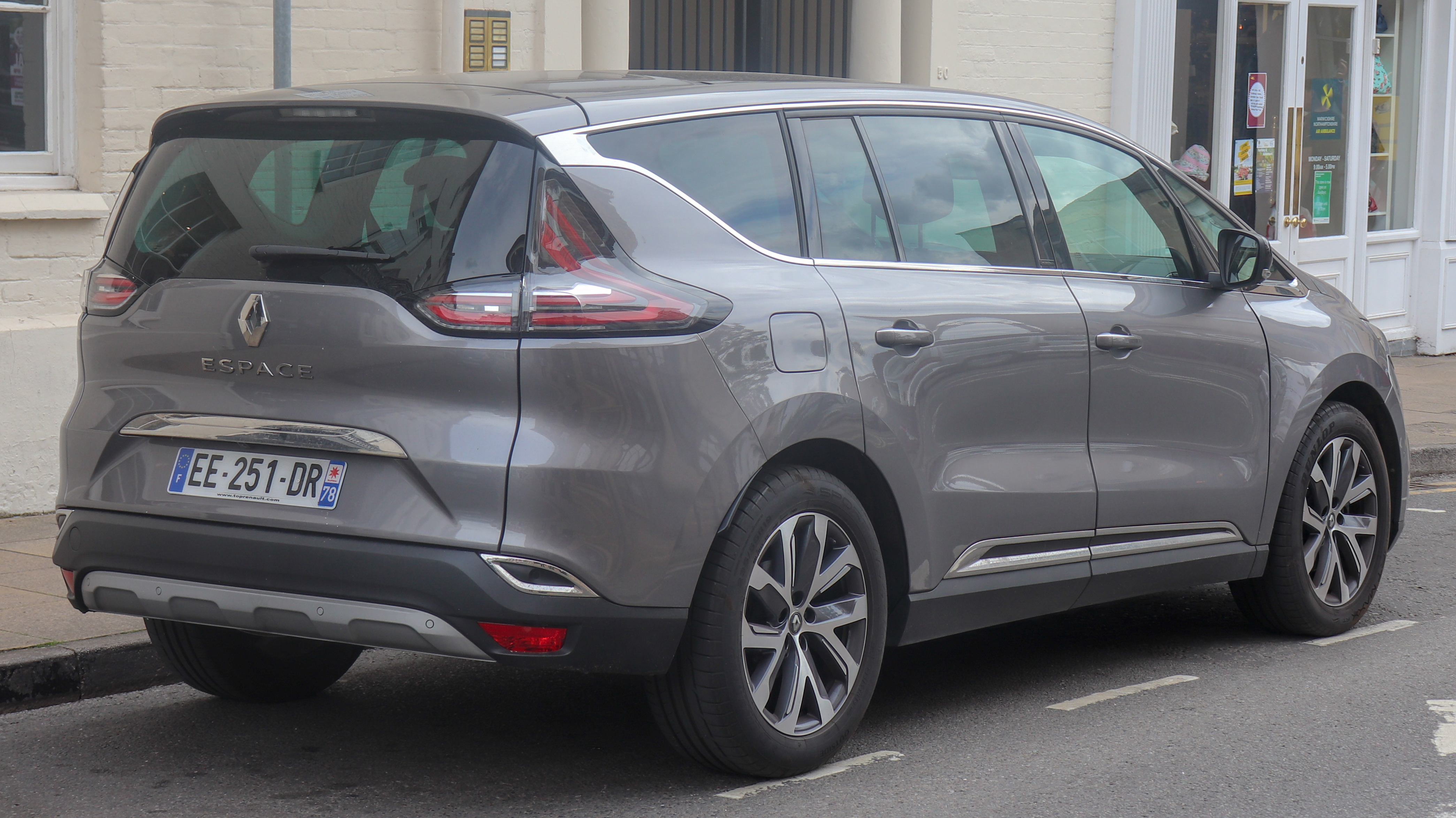

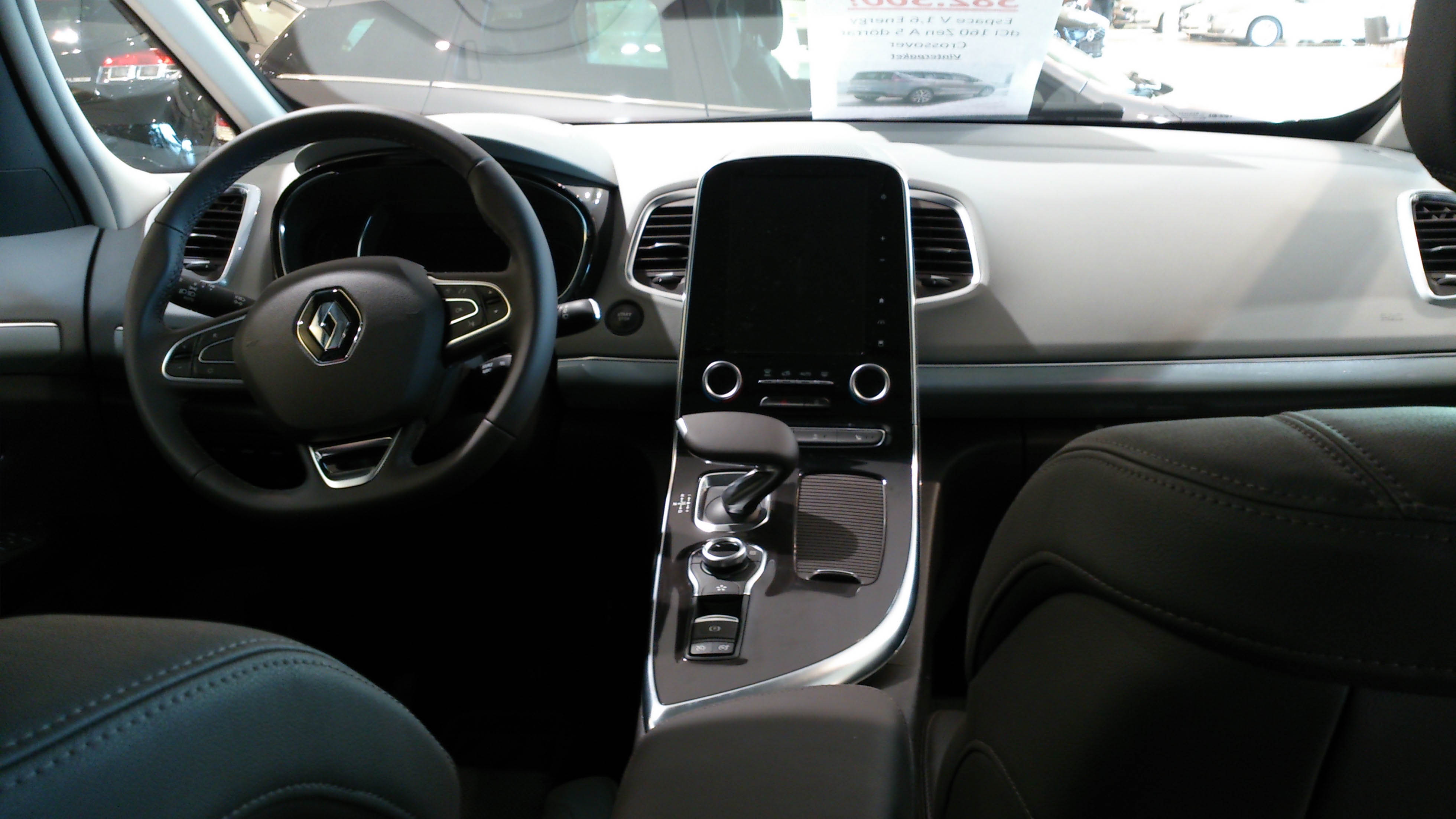

Концепт-кар нового Renault Espace очікується восени 2013 року на автошоу у Франкфурті. Головний дизайнер Renault Лоренс ван ден Акер заявив, що в наступному поколінні модель Renault Espace виявиться поєднанням між мінівеном і кросовером. Це буде перший автомобіль Renault, побудований на новій модульній платформі CFM1, розробленій спільно з компанією Nissan. Серійна версія автомобіля дебютувала в жовтні 2014 року на автосалоні в Парижі.
Зовнішній вигляд автомобіля може бути повністю описаний єдиним словом — «обтічність». Передній бампер плавно переходить в лобове скло, що надає екстер'єру динамічний вид. Передня частина автомобіля оснащена великими трикутними фарами, між якими розташована вузька витягнута решітка радіатора з фірмовою емблемою бренду посередині. Нижче решітки розташований довгастий повітрозабірник з двома протитуманними фарами з боків. Бічні частини мінівена прикрашені ледве помітними фігурними виштамповками. Колісні арки майже не виділяються і розміщують в собі 16-дюймові колеса. Габарити Renault Espace рівні: довжина — 4661 мм, ширина — 1859 мм, висота — 1730 мм, колісна база — 2799 мм. 
Стандартне обладнання мінівена включає в себе: антиблокувальну систему гальм, систему управління тиском гальм, систему розподілу гальмівних зусиль, систему динамічної стабілізації, передні і задні шторки безпеки, передні подушки безпеки, активні підголівники, систему кріплення дитячого сидіння, дверні балки безпеки, кондиціонер, передні і задні електросклопідйомники, круїз-контроль, бортовий комп'ютер, підсилювач керма, електропривод і підігрів дзеркал, протитуманні фари, тоновані стекла, задній склоочисник і 16-дюймові литі диски.
Renault оновив п'яте покоління Espace для 2021 модельного року. Мінівен отримав інноваційну світлодіодну оптику з новим світловим підписом, бампер зі зміненим дизайном, сучасну центральну консоль та цифрове торпедо.

### Двигуни
Бензинові:
- 1.6 L M5M turbo I4
- 1.8 L M5Pt turbo I4

Дизельні:
- 1.6 L R9M 130 turbo I4
- 1.6 L R9M 160 twin-turbo I4
- 2.0 L M9R turbo I4

## Шосте покоління (2023—)

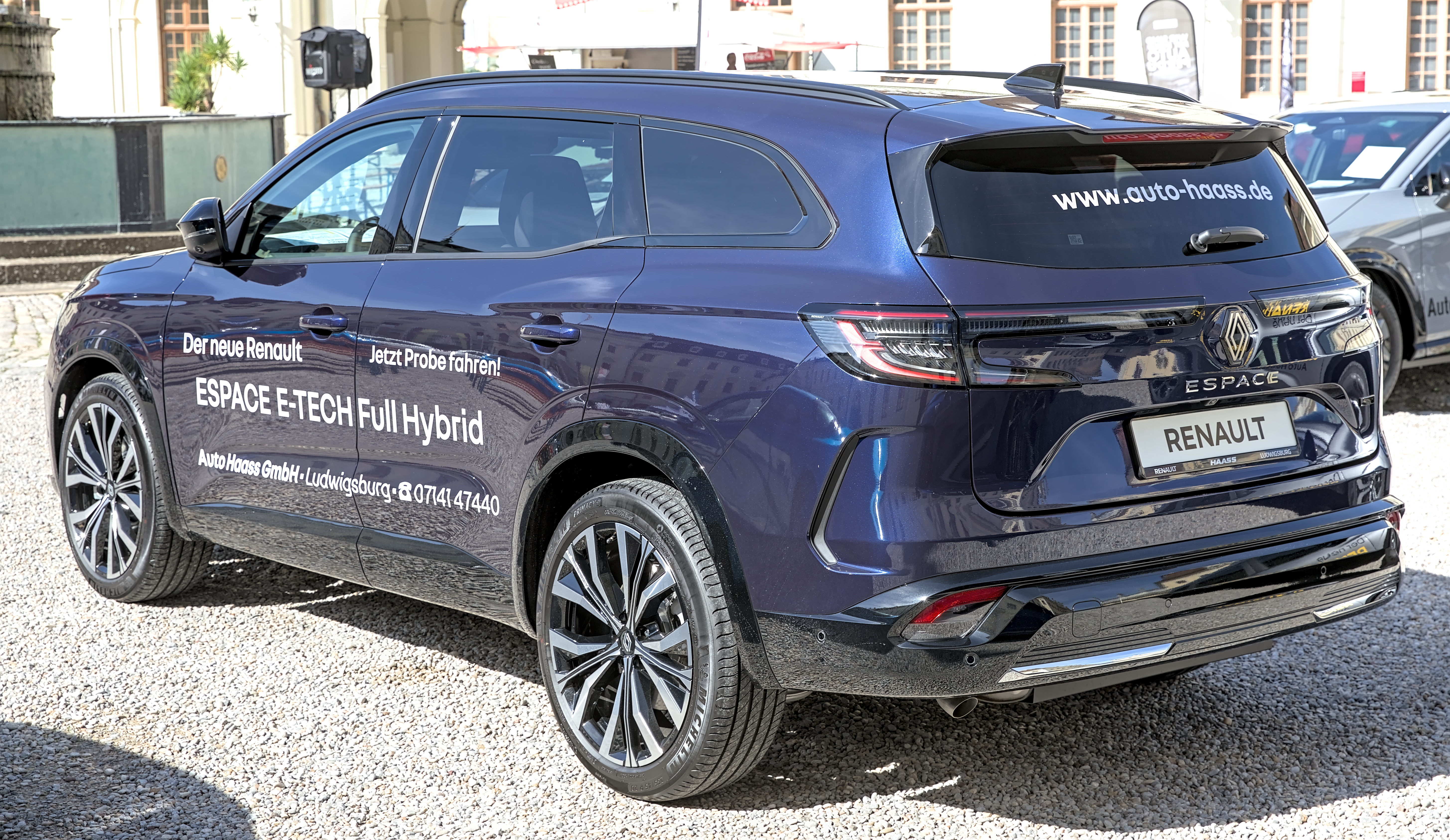

Шосте покоління Espace, представлене 28 березня 2023 року, значною мірою базується на Renault Austral, маючи спільну більшість кузовних панелей, включаючи передню частину.
Він має подовжену колісну базу та доступний у п’яти- та семимісній версіях. Його довжина на 140 мм коротша за попереднє покоління.
Renault Espace доступний на ринку з весни 2023 року і виробляється на заводі в Паленсії в Іспанії разом із cоплатформеним Austral. Однак він не буде доступний на ринку Великої Британії.

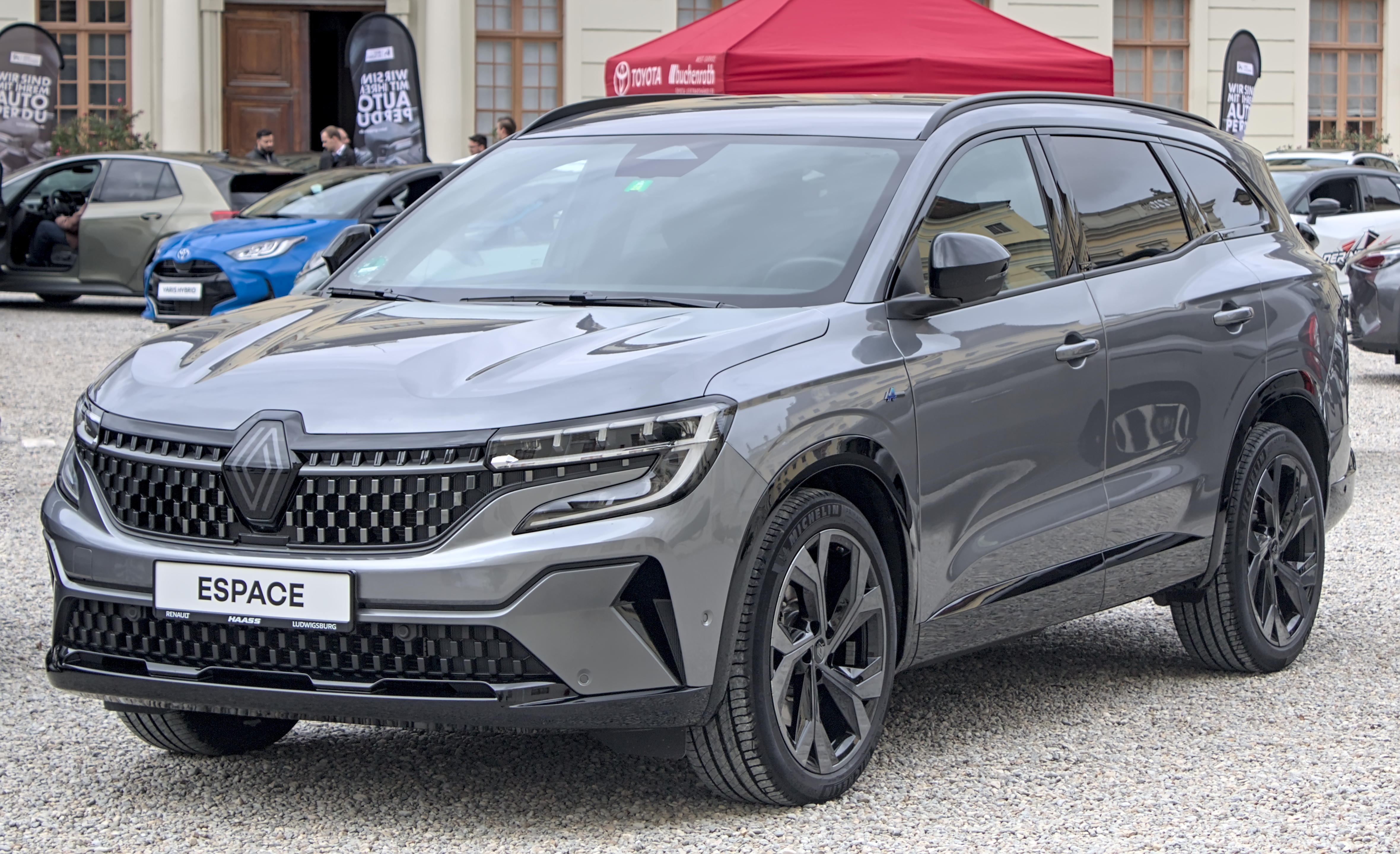
Espace Esprit Alpine (дорестайл)
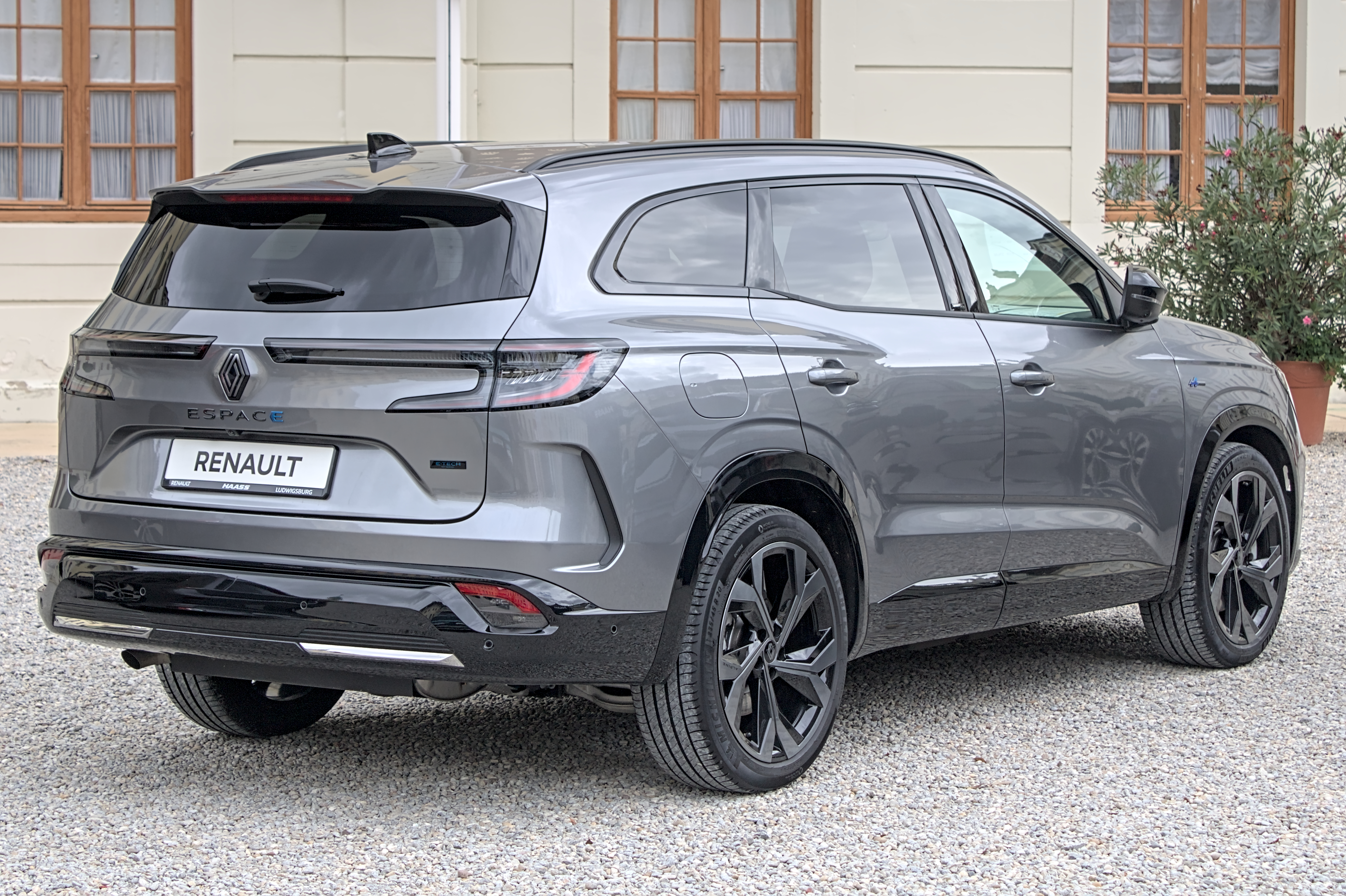
вид ззаду (дорестайл)
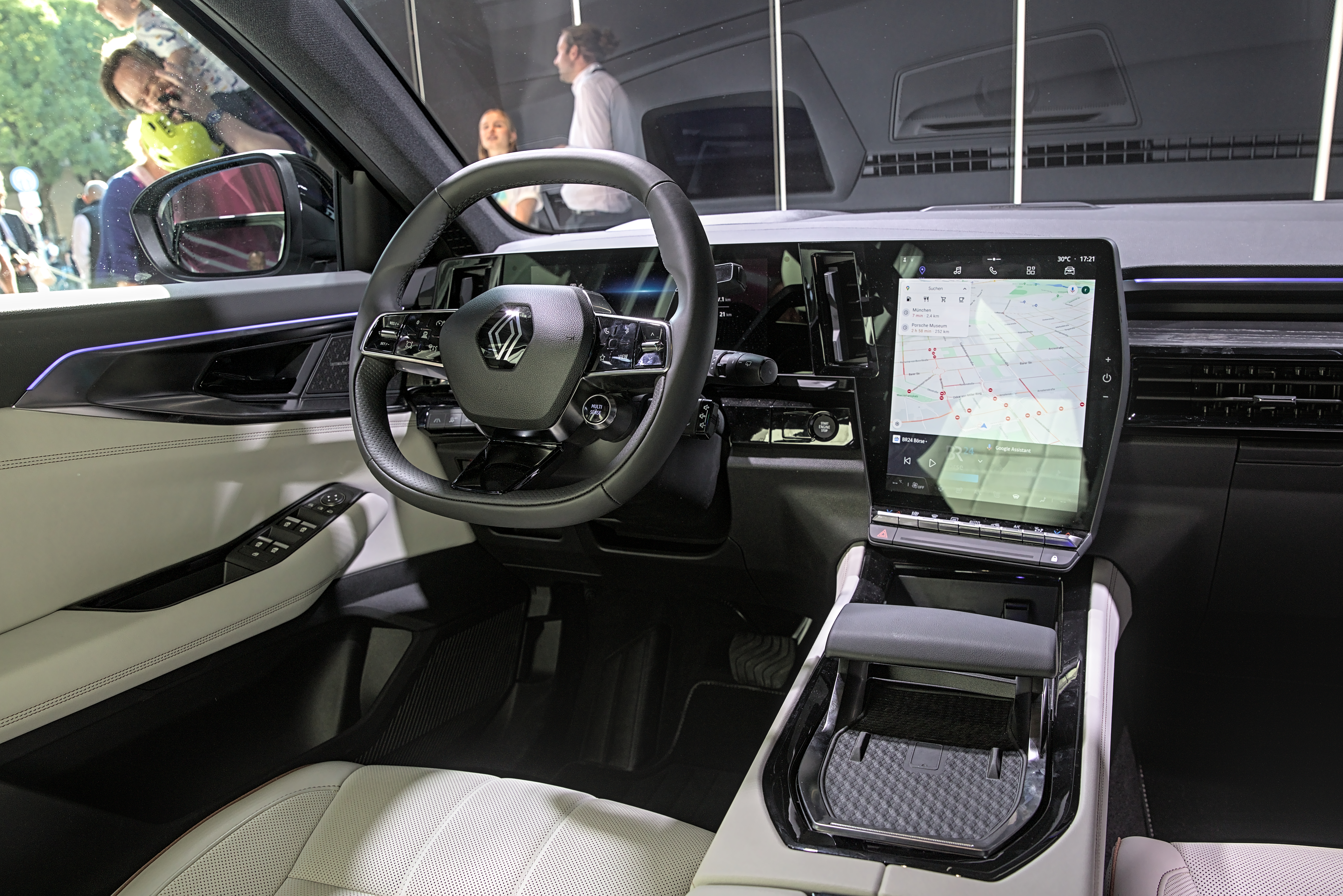
інтер'єр (дорестайл)

### Фейсліфт
У березні 2025 року Espace отримав рестайлінг. Оновлення включає нову передню частину, натхненну Renault Rafale. Він також отримав новий капот і двері багажника, а також нові задні ліхтарі. В інтер'єрі були додані нові сидіння, а також додаткова звукоізоляція.

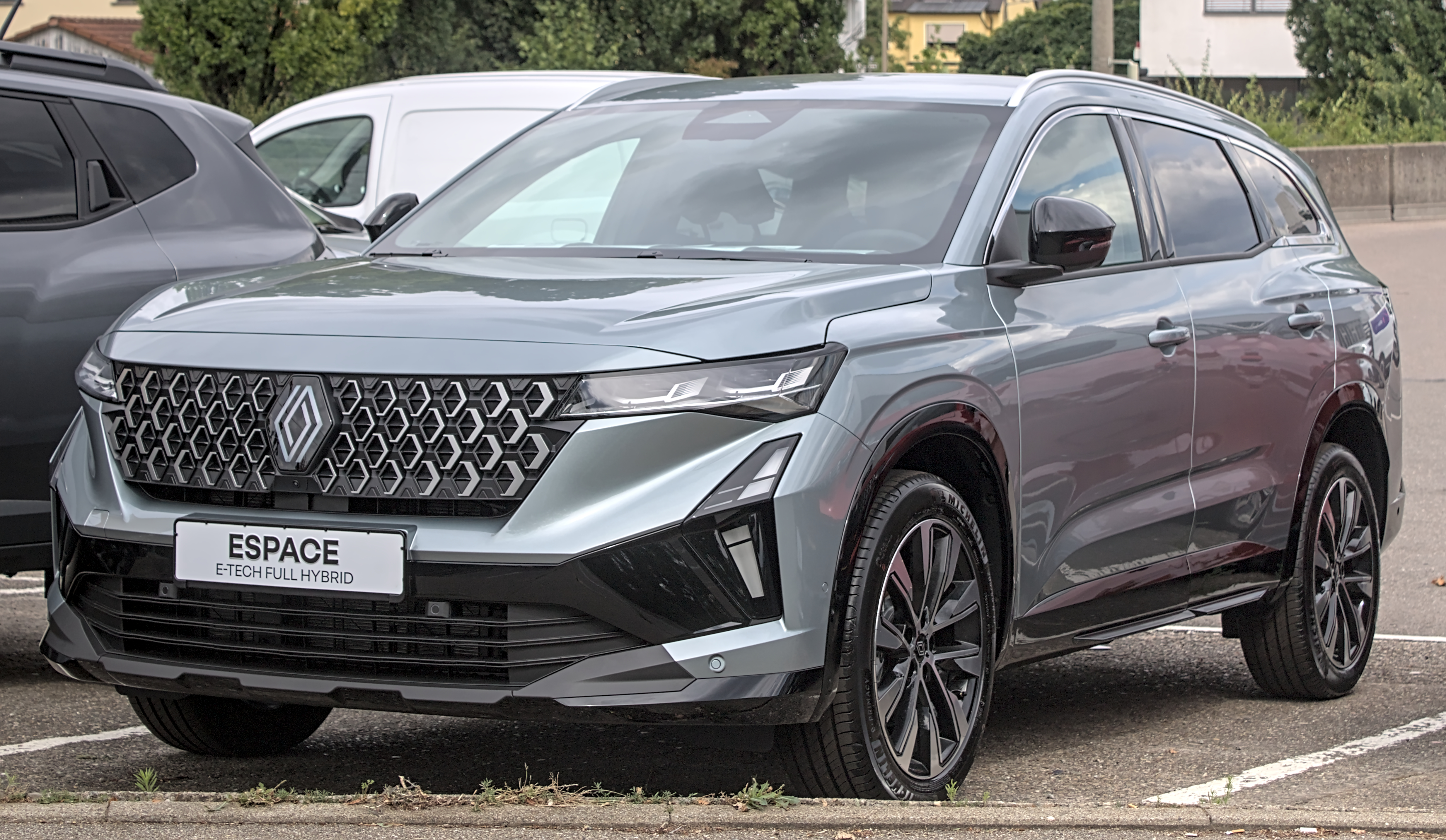
2025 Renault Espace (фейсліфт)
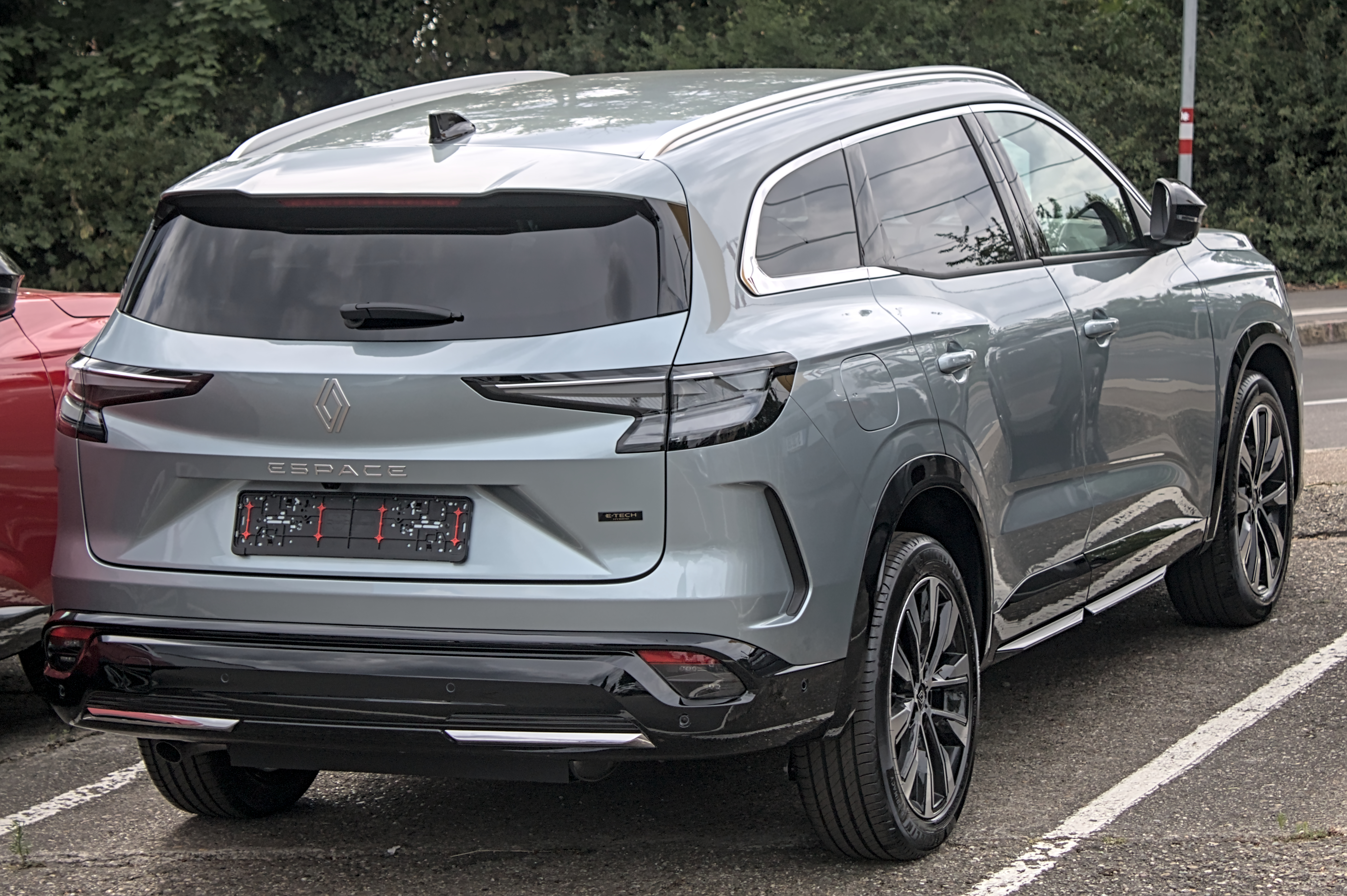
вид ззаду (фейсліфт)

Споріднений Renault Austral отримав аналогічний рестайлінг 2 квітня 2025 року.

### Двигуни
- 1.2 L I3 turbo full hybrid
- 1.3 L H5Ht I4 turbo full hybrid

## Renault Grand Espace
Renault Grand Espace (укр. Рено́ Гра́нд Еспа́с) є подовженою версією моделі Renault Espace третього та четвертого покоління.
У 1996 році з'являється третє за рахунком покоління Renault Espace. Майже відразу після випуску модель вийшла в своєму класі на перше місце по продажах у Франції і на друге в Європі. Натхнені таким успіхом французи запускають в 1998 році нову модифікацію — Grand Espace з подовженою на 175 мм базою.
Додаткові 27 см позитивно відобразились на внутрішньому просторі. Мінімальний вантажний об'єм становить 520 літрів, видаливши задні сидіння, його можна збільшити до вражаючого показника у 3.050 літрів.
У 2002 році компанія Renault представила четверте покоління Espace, яке також пропонувалося з двома варіантами бази — стандартною і подовженою. В останньому варіанті автомобіль несе позначення Grand Espace. Подовжена версія має збільшену на 7 см базу, при цьому загальна довжина автомобіля збільшилася на 20 см.
Салон автомобіля стандартно є семимісним, а мінімальний об'єм багажного відділення сягає 520 літрів. Але по суті, автомобіль мало чим відрізняється від оригінального Espace з майже ідентичними ходовими якостями та рівнями специфікацій. Як і стандартна модель, Grand Espace пропонує сидіння, які можна скласти або вийняти, та чимало продуманих відсіків. Автомобіль перевершував базовий — Renault Espace не лише в плані розмірів, він пропонував більш продуманий перелік силових агрегатів. Найменший бензиновий силовий агрегат видає 170, а дизельний 150 кінських сил. Усі чотирициліндрові моделі компонуються шестиступінчастою механічною коробкою. Потужніші дизельні силові агрегати отримали автоматичну коробку.